# 価値観外交を推進する議員の会
価値観外交を推進する議員の会（かちかんがいこうをすいしんするぎいんのかい）は、2007年5月17日に自民党内で、当時の首相・安倍晋三の唱える「価値観外交」を支持する若手中堅議員が中心となって立ち上げた議員連盟。

## 概要
「価値観外交」に基づき、人権・自由・民主主義など「同一の価値観を持つ」国家との外交関係を推進する、という触れ込みで結成された。会長に古屋圭司、顧問に中川昭一が就任した。出席者の多くは安倍と理念を共有する議員で、派閥横断で結びつく事実上の「安倍派」の様相を呈している。
初会合では中国に対して古屋会長が「安倍首相が就任直後に日中首脳会談をやったが、軍事費増大など覇権拡張の疑念は払拭されず、中国は共通の価値観を持っている国ではない」と牽制し、続いて顧問に就任した中川政調会長も「我々を包含し、我々が中国の一つの省になることは避けないといけない」と中国への警戒心をあらわにした。
メンバーの多くは日本の前途と歴史教育を考える議員の会にも参加するなど北朝鮮による日本人拉致問題や歴史認識で安倍と行動を共にしている。こうした理念とは別に、首相の出身派閥の町村派や、伊吹派などの主流派からの参加も目立った。
その後2007年7月の第21回参議院議員通常選挙での自民党敗北と安倍の首相退陣表明、会の幹部だった赤城徳彦の不祥事、その後の総裁選で有力メンバーの山谷えり子・赤池誠章・高鳥修一等が安倍とは外交上の価値観を大きく異にしている福田康夫を支持したことにより会の存続は微妙な状態となった。

2007年12月4日、中川昭一が勉強会「真・保守政策研究会」を発足させた。無所属の平沼赳夫や志帥会を中心に代理を含めると50人以上が集まった。

## 所属議員
- 古屋圭司（会長）
- 山谷えり子
- 古川禎久
- 松本洋平
- 江藤拓
- 萩生田光一
- 岩屋毅
- 宮下一郎
- 武藤容治
- 岡田直樹

## 所属していた議員
- 馬渡龍治（2009年に落選）
- 中川昭一（顧問・2009年に落選）
- 戸井田徹（2009年に落選）
- 林潤（2009年に落選）
- 木挽司（2009年に落選）
- 小川友一（2009年に落選）
- 西本勝子（2009年に落選）
- 渡部篤（2009年に落選）
- 赤城徳彦（2009年に落選）
- 小島敏男（2009年に落選）
- 中川義雄（2010年に落選）
- 水野賢一（2010年に離党）
- 西川京子（2014年に落選）
- 今津寛（2017年に落選）
- 秋元司（2021年に不出馬）
- 中山泰秀（2021年に落選）
- 薗浦健太郎（2022年に議員辞職）
- 岸信夫（2023年に議員辞職）
- 奥野信亮（2024年に引退）
- 亀岡偉民（2024年に落選）
- 下村博文（2024年に落選）
- 高鳥修一（2024年に落選）
- 武田良太（2024年に落選）